# Metrifonate
Metrifonate (INN) hay trichlorfon (USAN) là một organophosphate acetylcholinesterase inhibitor không thể đảo ngược. Nó là một prolek được kích hoạt không theo enzyme vào 2,2-dichlorovinyl dimethyl phosphate (DDVP).
Nó được sử dụng làm thuốc diệt côn trùng.
Nó có thể được sử dụng để điều trị schistosomiasis gây ra bởi Schistoma haematobium, nhưng không còn sẵn sàng về mặt thương mại..
Nó đã được kiến nghị sử dụng điều trị bệnh Alzheimer, nhưng việc sử dụng cho mục đích này hiện không được khuyến nghị.